# Uğur Erdener
Uğur Erdener (* 25. Juni 1950 in Trabzon) ist ein türkischer Augenarzt und Sportfunktionär.

## Allgemeines
Erdener besuchte die Grundschule in Van und die Mittelschule in Bandırma. Das Gymnasium absolvierte er in Ankara. Uğur Erdener studierte Medizin an der Hacettepe-Universität in Ankara mit dem Schwerpunkt Augenheilkunde. Als promovierter Arzt ließ er sich in Ankara nieder und erlangte 1996 den Grad Doçent und 2001 eine Professur an der Hacettepe-Universität.
Im Jahr 2000 wurde Erdener Direktor des Universitätsklinikums Hacettepe.

## Sportliche Karriere
Uğur Erdener war aktiv im Basketball und im Dreisprung. Nach seiner aktiven Karriere betätigte er sich als Basketballtrainer. Seit 2011 ist er der Präsident des türkischen NOKs. Seit 2013 ist er zudem Präsident der World Archery Federation.

## IOC-Mitgliedschaft
2008 wurde Erdener zum IOC-Mitglied gewählt. Er ist Vorsitzender der medizinischen Kommission und seit 2016 IOC-Vizepräsident. Zudem ist er der IOC-Repräsentant der Welt-Anti-Doping-Agentur.